# Ben Schnetzer

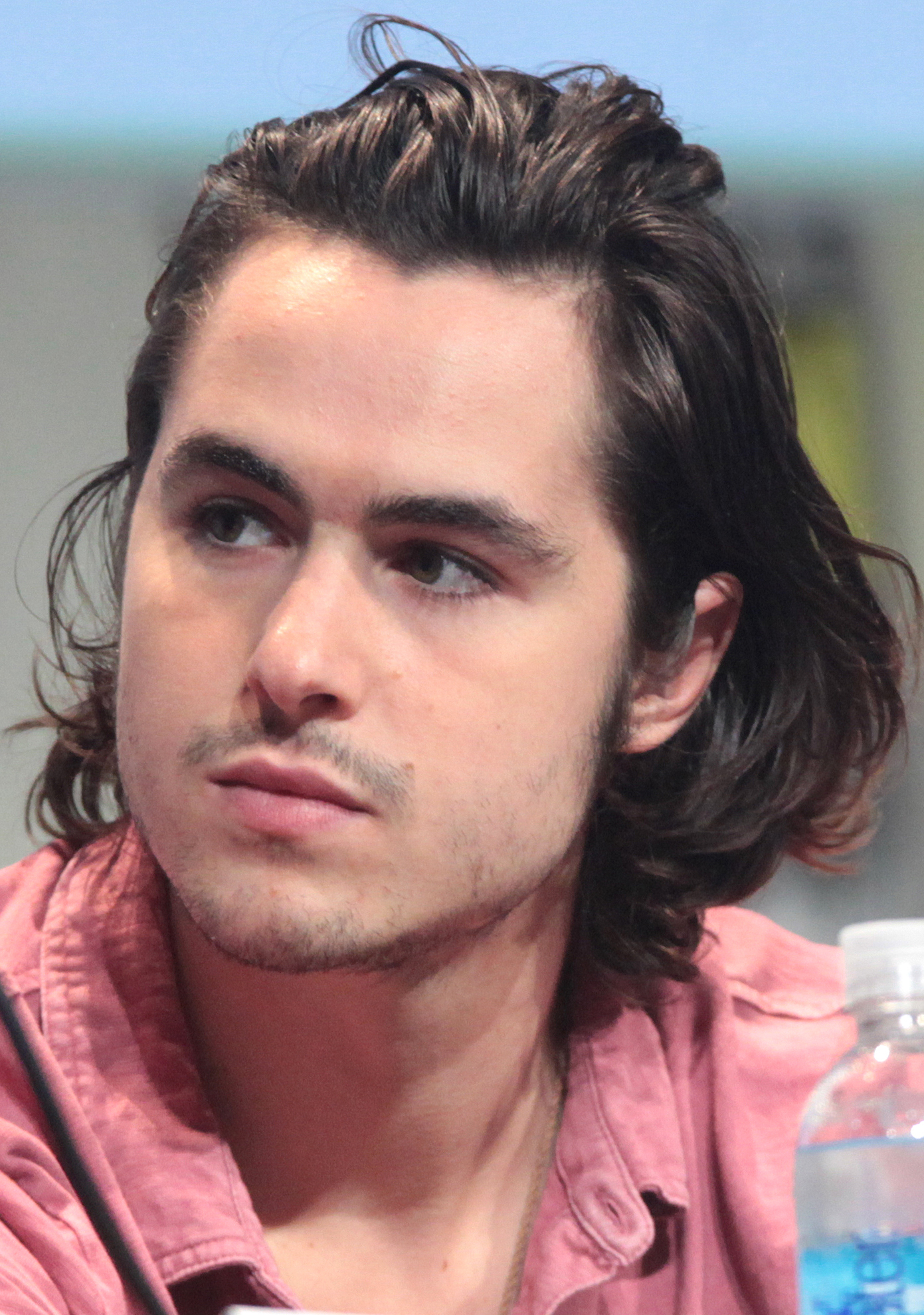
Ben Schnetzer (2015)

Ben Schnetzer (* 8. Februar 1990 in New York City) ist ein amerikanischer Schauspieler.

## Leben und Karriere
Ben Schnetzer ist der Sohn der Schauspieler Stephen Schnetzer und Nancy Snyder. Er wuchs in New York City auf. Seine Schauspielausbildung erhielt er an der Guildhall School of Music and Drama in London.
Schnetzer war unter anderem in den Fernsehserien Law & Order und Happy Town zu sehen. 2013 spielte er in Brian Percivals Die Bücherdiebin einen versteckten Juden namens Max Vandenburg. 2014 folgten Rollen in Matthew Warchus’ Pride (als Mark Ashton) und Lone Scherfigs The Riot Club.  Im 2016 veröffentlichten Fantasyfilm Warcraft: The Beginning spielte er den Magier Khadgar. 2021 war er in der Hauptrolle der Serie Y: The Last Man zu sehen.

## Filmografie (Auswahl)
- 2007: Ben’s Plan
- 2010: Law & Order (Fernsehserie, Episode 20x19)
- 2010: Happy Town (Fernsehserie, 8 Episoden)
- 2013: Die Bücherdiebin (The Book Thief)
- 2014: Pride
- 2014: The Riot Club
- 2016: Goat
- 2016: Warcraft: The Beginning (Warcraft)
- 2016: The Journey Is the Destination
- 2016: Snowden
- 2018: 7 Tage in Entebbe (7 Days in Entebbe)
- 2018: The Death and Life of John F. Donovan
- 2018: Ein Funken Gerechtigkeit (Saint Judy)
- 2018: Die Wahrheit über den Fall Harry Quebert (The Truth About The Harry Quebert Affair, Fernsehserie, 10 Episoden)
- 2021: Y: The Last Man (Fernsehserie, 9 Episoden)
- 2024: 3 Body Problem (Fernsehserie, 2 Episoden)